# 2023–2024-es portugál női labdarúgó-bajnokság (első osztály)
A 2023–2024-es portugál női labdarúgó-bajnokság első osztálya (hivatalos nevén: Campeonato Nacional de Futebol Feminino, más néven Liga BPI) a portugál női labdarúgó-bajnokság 39. szezonja, melyet tizenkét csapat részvételével rendeztek meg.
A bajnokságot a Benfica együttese nyerte, megvédve ezzel előző évi bajnoki címét és részvételét a UEFA női bajnokok ligájában. Az utolsó helyezett Atlético Ouriense a második vonalba esett vissza, míg a Famalicão és a Vilaverdense csapatai a
másodosztály osztályozós helyein végzett együtteseivel oda-visszavágós mérkőzéseken őrizték meg első osztályú státuszukat.

## A bajnokság csapatai

### Csapatváltozások
| Feljutott az első osztályba | Kiesett a másodosztályba |
| --------------------------- | ------------------------ |
| Racing Power                | Amora                    |

### Csapatok adatai
| Klub                | Település              | Stadion                                 | Férőhely | Vezetőedző            | 2022–23-as helyezés |
| ------------------- | ---------------------- | --------------------------------------- | -------- | --------------------- | ------------------- |
| Clube de Albergaria | Albergaria-a-Velha     | Estádio Antonio Augusto Martins Pereira | 1 000    | Saray Garcia          | 8.                  |
| Benfica             | Lisszabon              | Benfica Campus                          | 2 721    | Filipa Patão          | 1.                  |
| Braga               | Braga                  | Estádio 1º de Maio                      | 28 000   | Tomás Tengarrinha     | 3.                  |
| Damaiense           | Damaia                 | Campo Damaiense                         | 1 000    | Thorlákur Már Árnason | 5.                  |
| Famalicão           | Vila Nova de Famalicão | Campo Nº 2 Academia                     | 2 000    | Rui Baptista          | 4.                  |
| Marítimo            | Funchal                | Complexo Desportivo do Marítimo         | 1 824    | Albano Oliveira       | 11.                 |
| Atlético Ouriense   | Ourém                  | Campo Da Caridade                       | 260      | César Matias          | 10.                 |
| Racing Power        | Seixal                 | Campo da Boa Hora                       | 3 000    | João Marques          | 1. II Divisão       |
| Sporting CP         | Lisszabon              | Estádio Aurélio Pereira                 | 1 180    | Mariana Cabral        | 2.                  |
| Torreense           | Torres Vedras          | Parque Desportivo Maximino Santos       | 2 000    | José Vasques          | 7.                  |
| Valadares Gaia      | Valadares              | Complexo Desportivo Valadares           | 750      | Zé Nando              | 9.                  |
| Vilaverdense        | Vila Verde             | Estadio Municipal De Vila Verde         | 1 500    | Adelino Esteves       | 6.                  |

### Vezetőedző váltások
| Csapat              | Távozó edző       | Ok         | Dátum              | Poz. | Érkező edző   | Dátum              |
| ------------------- | ----------------- | ---------- | ------------------ | ---- | ------------- | ------------------ |
| Valadares Gaia      | António Silva     | felmondás  | 2023. június 10.   | 9.   | Zé Nando      | 2023. június 10.   |
| Clube de Albergaria | Manuel Pinho      | elbocsátás | 2023. november 14. | 11.  | Saray Garcia  | 2023. november 14. |
| Torreense           | José Vasques      | felmondás  | 2023. december 1.  | 8.   | Gonçalo Nunes | 2023. december 1.  |
| Famalicão           | Miguel Santos     | felmondás  | 2023. december 15. | 11.  | Rui Baptista  | 2023. december 15. |
| Braga               | Tomás Tengarrinha | elbocsátás | 2024. február 20.  | 3.   | Miguel Santos | 2024. február 20.  |

## Tabella
| Hely. | Csapat              | M  | Gy | D | V  | G+ | G– | Gk  | P  | Megjegyzés                   |
| ----- | ------------------- | -- | -- | - | -- | -- | -- | --- | -- | ---------------------------- |
| 1.    | Benfica CV B KGY    | 22 | 18 | 2 | 2  | 66 | 12 | +54 | 56 | Bajnokok Ligája (1. forduló) |
| 2.    | Sporting CP         | 22 | 17 | 3 | 2  | 68 | 10 | +58 | 54 |                              |
| 3.    | Racing Power Ú      | 22 | 13 | 4 | 5  | 34 | 13 | +21 | 43 |                              |
| 4.    | Damaiense           | 22 | 11 | 4 | 7  | 31 | 33 | −2  | 37 |                              |
| 5.    | Braga               | 22 | 11 | 3 | 8  | 47 | 30 | +17 | 36 |                              |
| 6.    | Valadares Gaia      | 22 | 11 | 3 | 8  | 24 | 19 | +5  | 36 |                              |
| 7.    | Marítimo            | 22 | 10 | 1 | 11 | 33 | 41 | −8  | 31 |                              |
| 8.    | Torreense           | 22 | 8  | 6 | 8  | 33 | 39 | −6  | 30 |                              |
| 9.    | Clube de Albergaria | 22 | 5  | 2 | 15 | 18 | 51 | −33 | 17 |                              |
| 10.   | Famalicão KGY O     | 22 | 5  | 1 | 16 | 18 | 41 | −23 | 16 | Osztályozó                   |
| 11.   | Vilaverdense O      | 22 | 3  | 3 | 16 | 15 | 52 | −37 | 12 | Osztályozó                   |
| 12.   | Atlético Ouriense K | 22 | 2  | 4 | 16 | 15 | 61 | −46 | 10 | II Divisão                   |

### Helyezések fordulónként
| Csapat ╲ Forduló  | 1                   | 2  | 3  | 4  | 5  | 6  | 7  | 8  | 9  | 10 | 11 | 12 | 13 | 14 | 15 | 16 | 17 | 18 | 19 | 20 | 21 | 22 |   |
| ----------------- | ------------------- | -- | -- | -- | -- | -- | -- | -- | -- | -- | -- | -- | -- | -- | -- | -- | -- | -- | -- | -- | -- | -- | - |
| Csapat ╲ Forduló  | Clube de Albergaria | 8  | 8  | 10 | 11 | 11 | 11 | 9  | 10 | 10 | 10 | 9  | 10 | 11 | 11 | 11 | 9  | 9  | 9  | 9  | 9  | 9  | 9 |
| Benfica           | 2                   | 1  | 1  | 1  | 1  | 1  | 1  | 1  | 1  | 1  | 1  | 1  | 1  | 1  | 1  | 1  | 1  | 1  | 1  | 1  | 1  | 1  |   |
| Braga             | 3                   | 2  | 2  | 2  | 2  | 2  | 3  | 4  | 3  | 3  | 3  | 3  | 3  | 3  | 5  | 4  | 4  | 4  | 4  | 4  | 5  | 5  |   |
| Damaiense         | 4                   | 9  | 4  | 4  | 3  | 4  | 5  | 6  | 6  | 5  | 5  | 7  | 6  | 6  | 7  | 6  | 6  | 6  | 5  | 5  | 4  | 4  |   |
| Famalicão         | 9                   | 7  | 8  | 8  | 8  | 9  | 11 | 9  | 9  | 9  | 10 | 11 | 9  | 9  | 9  | 10 | 10 | 10 | 10 | 10 | 10 | 10 |   |
| Marítimo          | 5                   | 6  | 7  | 7  | 6  | 4  | 3  | 5  | 5  | 4  | 4  | 4  | 5  | 5  | 4  | 5  | 5  | 5  | 6  | 7  | 7  | 7  |   |
| Atlético Ouriense | 6                   | 5  | 9  | 9  | 9  | 10 | 10 | 11 | 11 | 11 | 11 | 9  | 10 | 10 | 10 | 11 | 11 | 11 | 11 | 11 | 11 | 12 |   |
| Racing Power      | 7                   | 11 | 11 | 10 | 7  | 7  | 7  | 7  | 4  | 6  | 6  | 5  | 4  | 4  | 3  | 3  | 3  | 3  | 3  | 3  | 3  | 3  |   |
| Sporting CP       | 1                   | 4  | 5  | 5  | 4  | 3  | 2  | 2  | 2  | 2  | 2  | 2  | 2  | 2  | 2  | 2  | 2  | 2  | 2  | 2  | 2  | 2  |   |
| Torreense         | 10                  | 7  | 6  | 6  | 6  | 8  | 8  | 8  | 8  | 8  | 8  | 8  | 8  | 8  | 8  | 8  | 8  | 8  | 8  | 8  | 8  | 8  |   |
| Valadares Gaia    | 11                  | 3  | 3  | 3  | 5  | 5  | 6  | 5  | 7  | 7  | 7  | 6  | 7  | 7  | 6  | 7  | 7  | 7  | 7  | 6  | 6  | 6  |   |
| Vilaverdense      | 12                  | 12 | 12 | 12 | 12 | 12 | 12 | 12 | 12 | 12 | 12 | 12 | 12 | 12 | 12 | 12 | 12 | 12 | 12 | 12 | 12 | 11 |   |

## Osztályozó
| 2024. május 25. 11:00 (GMT) |

| Famalicão                                                                  | 6–1               | Vitória Guimarães  |
| -------------------------------------------------------------------------- | ----------------- | ------------------ |
| Maksuti 27' Sara Brasil 22' 87' 96' Sara Monteiro 35' Mirón 51' (11-esből) | (3–1) Jegyzőkönyv | 32' Bruna Oliveira |

| Campo Nº 2 Academia Játékvezető: Raquel Correia |

| 2024. június 2. 11:00 (GMT) |

| Vitória Guimarães | 1–2               | Famalicão             |
| ----------------- | ----------------- | --------------------- |
| Borges 15'        | (1–1) Jegyzőkönyv | 38' Betinha 61' Mirón |

| Academia Vitória Sport Clube Játékvezető: Teresa Oliveira |

A Famalicão együttese 8–2-es összesítéssel nyerte a párharcot és megőrizte élvonalbeli tagságát
| 2024. május 26. 17:00 (GMT) |

| Vilaverdense     | 1–1               | Amora            |
| ---------------- | ----------------- | ---------------- |
| Pâmela Dutra 25' | (1–1) Jegyzőkönyv | 30' Ana Carolina |

| Estadio Municipal De Vila Verde Játékvezető: Filipa Cunha |

| 2024. június 9. 15:00 (GMT) |

| Amora | 0–1               | Vilaverdense      |
| ----- | ----------------- | ----------------- |
|       | (0–0) Jegyzőkönyv | 95' Maria Ribeiro |

| Parque Municipal do Serrado Játékvezető: Sofia Gama |

A Vilaverdense együttese 2–1-es összesítéssel nyerte a párharcot és megőrizte élvonalbeli tagságát

## Statisztikák
| Gól | Név                      | Csapat              |
| --- | ------------------------ | ------------------- |
| 17  | Francisca Nazareth       | Benfica             |
| 13  | Telma Encarnação         | Marítimo            |
| 13  | Olivia Smith             | Sporting CP         |
| 10  | Carole Costa             | Benfica             |
| 9   | Ana Capeta               | Sporting CP         |
| 9   | Caroline Kehrer          | Braga               |
| 9   | Maria Luisa Schmidt      | Valadares Gaia      |
| 9   | Diana Silva              | Sporting CP         |
| 9   | Jenny Vetter             | Racing Power        |
| 8   | Laura Luís               | Marítimo            |
| 8   | Joana Martins            | Sporting CP         |
| 8   | Cláudia Neto             | Sporting CP         |
| 7   | Sissi                    | Braga               |
| 6   | Marie-Yasmine Alidou     | Benfica             |
| 6   | Gerda Konst              | Racing Power        |
| 6   | Lorena Santana           | Atlético Ouriense   |
| 6   | Ava Seelenfreund         | Torreense           |
| 6   | Janaina Weimer           | Torreense           |
| 5   | Ana Assucena             | Damaiense           |
| 5   | Sara Brasil              | Famalicão           |
| 5   | Beatriz Cameirão         | Damaiense           |
| 5   | Marta Cintra             | Benfica             |
| 5   | Érica Costa              | Marítimo            |
| 5   | Marta Ferreira           | Damaiense           |
| 5   | Erin Healy               | Clube de Albergaria |
| 5   | Andrea Mirón             | Famalicão           |
| 5   | Brittany Raphino         | Sporting CP         |
| 4   | Vitória Almeida          | Braga               |
| 4   | Maísa Correia            | Sporting CP         |
| 4   | Andrea Falcón            | Benfica             |
| 4   | Melany Fortes            | Damaiense           |
| 4   | Gabi Gonçalves           | Vilaverdense        |
| 4   | Mercy Idoko              | Racing Power        |
| 4   | Lidiane                  | Damaiense           |
| 4   | Bia Meio-Metro           | Braga               |
| 4   | Carolina Mendes          | Braga               |
| 4   | Rafaela Sudré            | Torreense           |
| 3   | Lúcia Alves              | Benfica             |
| 3   | Chandra Davidson         | Benfica             |
| 3   | Vânia Duarte             | Braga               |
| 3   | Andreia Faria            | Benfica             |
| 3   | Ana Filipa               | Clube de Albergaria |
| 3   | Jacynta Galabadaarachchi | Sporting CP         |
| 3   | Sofia Lewis              | Clube de Albergaria |
| 3   | Vanessa Marques          | Racing Power        |
| 3   | Huỳnh Như                | Vilaverdense        |
| 3   | Maiara Niehues           | Sporting CP         |
| 3   | Catarina Pereira         | Torreense           |
| 3   | Beatriz Rodrigues        | Racing Power        |
| 3   | Ana Rute                 | Braga               |
| 3   | Ana Seiça                | Benfica             |
| 3   | Dolores Silva            | Braga               |
| 3   | Jéssica Silva            | Benfica             |
| 3   | Jassie Vasconcelos       | Torreense           |
| 2   | Catarina Abreu           | Marítimo            |
| 2   | Laís Araújo              | Benfica             |
| 2   | Carlyn Baldwin           | Braga               |
| 2   | Maria Baleia             | Valadares Gaia      |
| 2   | Mafalda Barbóz           | Valadares Gaia      |
| 2   | Jewel Boland             | Damaiense           |
| 2   | Andreia Bravo            | Sporting CP         |
| 2   | Natalie Cooke            | Vilaverdense        |
| 2   | Lara Costa               | Marítimo            |
| 2   | Fátima Dutra             | Sporting CP         |
| 2   | Pâmela Dutra             | Vilaverdense        |
| 2   | Tiffany Eliadis          | Atlético Ouriense   |
| 2   | Andreia Freitas          | Clube de Albergaria |
| 2   | Sini Laaksonen           | Racing Power        |
| 2   | Kristina Maksuti         | Famalicão           |
| 2   | Kala McDaniel            | Racing Power        |
| 2   | Jéssica Pastilha         | Atlético Ouriense   |
| 2   | Brenda Pérez             | Sporting CP         |
| 2   | Beatriz Pinheiro         | Atlético Ouriense   |
| 2   | Inês Queiroga            | Valadares Gaia      |
| 2   | Dulce Quintana           | Racing Power        |
| 2   | Nycole Raysla            | Benfica             |
| 2   | Rafaela Rufino           | Torreense           |
| 2   | Giovanna Santos          | Torreense           |
| 2   | Cristiana Vieira         | Valadares Gaia      |
| 2   | Ellie Walker             | Torreense           |
| 1   | Sheyenne Allen           | Clube de Albergaria |
| 1   | Paige Almendariz         | Benfica             |
| 1   | Inês Barge               | Valadares Gaia      |
| 1   | Patrícia Barreiros       | Damaiense           |
| 1   | Neuza Besugo             | Famalicão           |
| 1   | Betinha                  | Famalicão           |
| 1   | Érica Bispo              | Famalicão           |
| 1   | Ana Carolina             | Vilaverdense        |
| 1   | Solange Carvalhas        | Damaiense           |
| 1   | Angeline da Costa        | Valadares Gaia      |
| 1   | Rita Dias                | Valadares Gaia      |
| 1   | Cristina Ferreira        | Valadares Gaia      |
| 1   | Maria Ferreira           | Torreense           |
| 1   | Raquel Ferreira          | Damaiense           |
| 1   | Sophia Ferreira          | Vilaverdense        |
| 1   | Rebekka Frederiksen      | Marítimo            |
| 1   | Mylena Freitas           | Braga               |
| 1   | Izzy Glennon             | Valadares Gaia      |
| 1   | Inês Gonçalves           | Racing Power        |
| 1   | Summer Green             | Damaiense           |
| 1   | Melisa Hasanbegović      | Braga               |
| 1   | Shelby High              | Valadares Gaia      |
| 1   | Nerimar Infante          | Racing Power        |
| 1   | Abby Jacobs              | Torreense           |
| 1   | Paloma Lemos             | Torreense           |
| 1   | Sara Lemos               | Clube de Albergaria |
| 1   | Lucia Lobato             | Racing Power        |
| 1   | Éliane Manbolamo         | Atlético Ouriense   |
| 1   | Laura Marin              | Vilaverdense        |
| 1   | Rita Montenegro          | Clube de Albergaria |
| 1   | Andreia Norton           | Benfica             |
| 1   | Nicole Nunes             | Marítimo            |
| 1   | Pauleta                  | Benfica             |
| 1   | Regina Pereira           | Famalicão           |
| 1   | Lara Pintassilgo         | Torreense           |
| 1   | Fátima Pinto             | Sporting CP         |
| 1   | Darya Rajaee             | Damaiense           |
| 1   | Maria Ribeiro            | Vilaverdense        |
| 1   | Carolina Rocha           | Braga               |
| 1   | Tânia Rodrigues          | Braga               |
| 1   | Daniuska Rodríguez       | Torreense           |
| 1   | Angelina Santos          | Atlético Ouriense   |
| 1   | Mégane Sauvé             | Valadares Gaia      |
| 1   | Daniela Silva            | Benfica             |
| 1   | Lexy Smith               | Famalicão           |
| 1   | Kelli Swenson            | Atlético Ouriense   |

| Öngól | Név              | Csapat       |
| ----- | ---------------- | ------------ |
| 1     | Babi             | Racing Power |
| 1     | Ema Cruz         | Vilaverdense |
| 1     | Paula Fernandes  | Marítimo     |
| 1     | Sara Monteiro    | Famalicão    |
| 1     | Nicole Panis     | Marítimo     |
| 1     | Catarina Pereira | Torreense    |
| 1     | Regina Pereira   | Famalicão    |
| 1     | Shaye Seyffart   | Damaiense    |

| Mérk. | Név                | Csapat              |
| ----- | ------------------ | ------------------- |
| 14    | Michaely Bihina    | Racing Power        |
| 11    | Lena Pauels        | Benfica             |
| 10    | Hannah Seabert     | Sporting CP         |
| 8     | Erin Seppi         | Valadares Gaia      |
| 5     | Patrícia Morais    | Braga               |
| 4     | Ana Carolina Alves | Valadares Gaia      |
| 4     | Adriana Rocha      | Damaiense           |
| 3     | Rute Costa         | Benfica             |
| 3     | Makenna Gottschalk | Torreense           |
| 3     | Carolina Jóia      | Sporting CP         |
| 2     | Ana Rita Oliveira  | Atlético Ouriense   |
| 2     | Luísa Pinheiro     | Vilaverdense        |
| 2     | Bárbara Santos     | Marítimo            |
| 2     | Catriona Sheppard  | Clube de Albergaria |
| 1     | Sofia Bernardo     | Vilaverdense        |
| 1     | Melissa Dagenais   | Damaiense           |
| 1     | Leonor Faria       | Torreense           |
| 1     | Gabi Croco         | Famalicão           |
| 1     | Aline Lima         | Braga               |
| 1     | Nicole Panis       | Marítimo            |